# Arie den Hartog

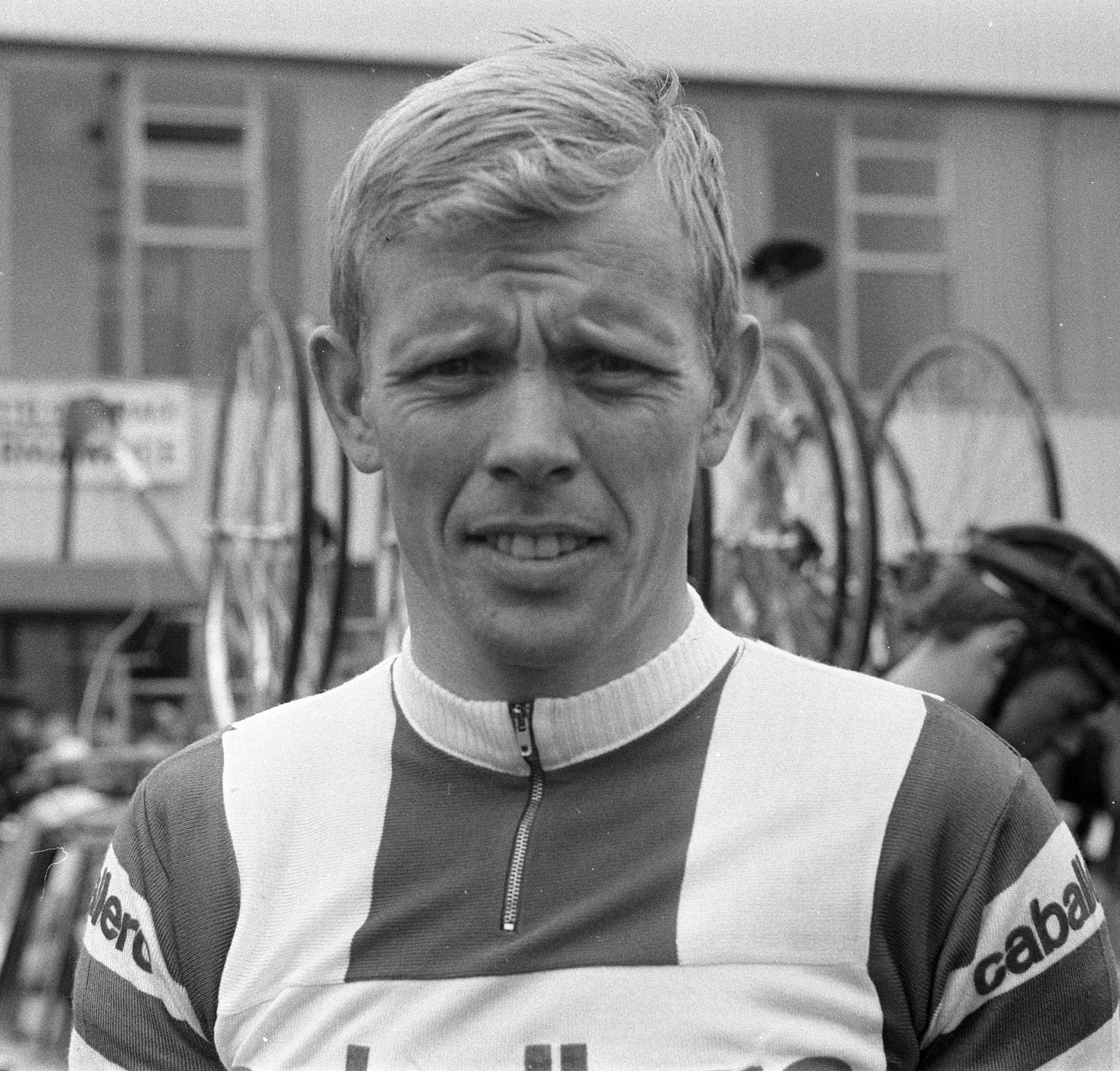
Arie den Hartog (1970)

Arie Hendrik den Hartog (* 23. April 1941 in Zuidland; † 7. Juni 2018) war ein  niederländischer Radrennfahrer.
1962 wurde Arie den Hartog Dritter bei den UCI-Straßen-Weltmeisterschaften in Salo im Straßenrennen der Amateure. 1963 gewann er den Omloop der Kempen. 1964 wurde er Profi und gewann im selben Jahr die Luxemburg-Rundfahrt, den Grand Prix Belgique und Paris–Camembert. Der größte Erfolg seiner Karriere war den Hartogs Sieg bei Mailand–Sanremo 1965. In jener Saison gewann er auch den Circuit d’Auvergne. 1967 gewann er das Amstel Gold Race.
1970 beendete Arie den Hartog seine aktive Radsport-Karriere. Anschließend eröffnete er mehrere Fahrradgeschäfte.